# Hampton (Iowa)
Hampton es una ciudad ubicada en el condado de Franklin en el estado estadounidense de Iowa. En el Censo de 2010 tenía una población de 4461 habitantes y una densidad poblacional de 388,89 personas por km².

## Geografía
Hampton se encuentra ubicada en las coordenadas 42°44′31″N 93°12′18″O / 42.74194, -93.20500. Según la Oficina del Censo de los Estados Unidos, Hampton tiene una superficie total de 11.47 km², de la cual 11.47 km² corresponden a tierra firme y (0%) 0 km² es agua.

## Demografía
Según el censo de 2010, había 4461 personas residiendo en Hampton. La densidad de población era de 388,89 hab./km². De los 4461 habitantes, Hampton estaba compuesto por el 89.06% blancos, el 0.56% eran afroamericanos, el 0.2% eran amerindios, el 0.31% eran asiáticos, el 0.07% eran isleños del Pacífico, el 7.17% eran de otras razas y el 2.62% pertenecían a dos o más razas. Del total de la población el 21.48% eran hispanos o latinos de cualquier raza.